# Elena Ruiz Guitart
Elena Ruiz Guitart (nascuda a Cardona) és una muntadora de cinema catalana, vinculada a la productora Escándalo Films. Graduada a l'ESCAC, va començar com a editora de pel·lícules el 2000 amb diversos curtmetratges com Presas (2000), Los perros de Pavlov (2003) i Mola ser malo (2005). El 2006 debutà amb el llargmetratge Moscow Zero de María Lidón, però li arribà el reconeixement l'any següent pel seu treball a L'orfenat de Juan Antonio Bayona, gràcies a la qual va rebre el premi al millor muntatge als VI Premis Barcelona de Cinema i la Medalla del CEC al millor muntatge, i fou nominada al Goya al millor muntatge.
El 2011 treballà a EVA, treball pel qual fou nominada al Gaudí al millor muntatge i fou nominada a la Medalla del CEC al millor muntatge El 2012 tornaria a treballar amb Juan Antonio Bayona a The Impossible, amb la que va guanyar el Gaudí al millor muntatge i el Goya al millor muntatge, ambdós compartits amb Bernat Vilaplana. Posteriorment ha treballat amb Isabel Coixet a Another Me (2013) i Ningú no vol la nit (2015) i amb Julio Medem a L'arbre de la sang (2018).

## Filmografia
- Moscow Zero (2006)
- L'orfenat (2007)
- Tres dies amb la família (2009)
- 23-F: el dia més difícil del Rei (2009)
- El cas Reiner (2009)
- EVA (2011)
- The Impossible (2012)
- Barcelona nit d'estiu (2013)
- Another Me (2013)
- Ningú no vol la nit (2015)
- Los inocentes (2015)
- Pet (2016)
- Nit i dia (Sèrie de televisió, 2016-2017)
- Fe de etarras (2017)
- Marrowbone (2017)
- El club de los buenos infieles (2017)
- El año de la plaga (2018)
- L'arbre de la sang (2018)
- El hoyo (2019)